# Giulio Casati
Giulio Casati (* 9. Dezember 1942) ist ein italienischer theoretischer Physiker, der sich mit Quantenchaos befasst. Er ist Professor am Center for Nonlinear and Complex Systems der Universität Insubria in Como.
Casati studierte Physik an der Universität Mailand mit dem Abschluss 1968 und war als Post-Doktorand am Forschungszentrum von Euratom in Ispra und 1971/72 am Georgia Institute of Technology. 1973 wurde er Assistenzprofessor an der Universität Mailand und 1987 erhielt er dort eine volle Professur in theoretischer Physik. 1993 bis 1998 war er Dekan der Fakultät für Wissenschaft der Mailänder Universität. 1993 bis 1998 war er Direktor des Centre for Nonlinear and Complex Systems in Como und wechselte 1998 an die Universität Insubrien als Professor für Theoretische Physik. Seit 2005 ist er außerdem Professor an der National University of Singapore.
Er untersuchte Quantenchaos unter anderem in dem von ihm mit Chirikov, Ford und Izrailev 1979 (Lecture Notes in Physics 93) eingeführten einfachen Kicked Rotator Modell und im Wasserstoffatom in äußeren Feldern.
Seit 1980 ist er auch wissenschaftlicher Koordinator des Zentrums Alessandro Volta in Como. 
2008 erhielt er den Premio Enrico Fermi. Seit 1989 ist er Mitglied der Academia Europaea.

## Schriften
- mit Giuliano Benenti, Giuliano Strini Principles of Quantum Information and Computations, World Scientific, 2 Bände, 2004, 2007
- Herausgeber mit Joseph Ford Stochastic Behaviour in Classical and Quantum Hamiltonian Systems, Lectures Notes in Physics 93, Springer Verlag 1979 (Volta Memorial Conference, Como 1977)
- Herausgeber Chaotic Behaviour in Quantum Dynamics: theory and applications, Plenum Press, NATO Advanced Study Series B, Band 120, 1985 (Workshop Como 1983)
- Herausgeber Quantum Chaos and Physics of Structure and Complexity,  Physica Scripta, Band RS 9, 1987
- Herausgeber Stochastic Processes, Physics and Geometry,  World Scientific 1990
- Herausgeber Chaos, Order and Patterns: aspects of nonlinearity, Plenum Press 1991
- Herausgeber Quantum Chaos, World Scientific 1991
- Herausgeber Quantum Chaos, Proceedings of the International School of Physics Enrico Fermi, North Holland 1991
- Herausgeber mit Boris Chirikov Quantum Chaos: between order and disorder: a selection of papers, Cambridge University Press 1995
  - Darin ist auch abgedruckt: Casati, Chirikov, F. M. Izrailev, J. Ford Stochastic behaviour of a quantum pendulum under a periodic perturbation, Lecture Notes in Physics 93, 1979 (siehe oben) und Bayfield, Casati, Guarneri, Sokol Localization of classical chaotic diffusion for hydrogen atoms in microwave fields, Physical Review Letters, Band 63, 1989, S. 364–367
- Herausgeber New Directions in Quantum Chaos,  Proceedings of the International School of Physics Enrico Fermi, North Holland 2000
- Herausgeber Quantum Computers, Algorithms and Chaos, Proceedings of the International School of Physics Enrico Fermi, Italian Physical Society 2006

Er verfasste auch Physiklehrbücher für italienische Gymnasien.